# Techniker FC Corso Strelitz
Techniker FC Corso Strelitz was een Duitse voetbalclub uit Strelitz Alt, toen nog een zelfstandige gemeente, maar sinds 1931 een deel van Neustrelitz, Mecklenburg-Voor-Pommeren.

## Geschiedenis
De club werd opgericht als SC Corso Strelitz-Alt, maar na ondersteuning van de technische school Technikum Strelitz werd de naam gewijzigd in Techniker FC Corso Strelitz. De club was aangesloten bij de Mecklenburgse voetbalbond. In 1909 won de club voor favorieten Schweriner FC 03, Vorwärts Schwerin en Rostocker FC 1895 de titel en bereikte zo de Noord-Duitse eindronde. De club werd geloot tegen FV Holstein Kiel en verloor met 6:0. Hierna kon de club zich niet meer plaatsen voor de eindronde.
In 1931 fuseerde de club met Viktoria tot Viktoria Corso Neustrelitz.